# ISO 3166-2:GR
ISO 3166-2:GR — стандарт Международной организации по стандартизации, который определяет геокоды. Является подмножеством стандарта ISO 3166-2, относящимся к Греции. Стандарт охватывает  1 автономный регион, 13 административных округов. Каждый геокод состоит из двух частей: кода Alpha2 по стандарту ISO 3166-1 для Греции — GR и дополнительного кода, записанных через дефис. Автономный регион Айон-Орос не входит в состав какого-либо административного округа. Дополнительные: однобуквенный код административных округов образованы латинскими буквами. Геокоды областей и округов являются подмножеством кодов домена верхнего уровня — GR, присвоенного Греции в соответствии со стандартами ISO 3166-1.

## Геокоды Греции первого уровня
Геокоды 13 административных округов и 1 автономного региона административно-территориального деления Греции.
| Геокод | Административная единица                    | Статус                 |
| ------ | ------------------------------------------- | ---------------------- |
| GR-K   | Северные Эгейские острова                   | административный округ |
| GR-I   | Аттика                                      | административный округ |
| GR-G   | Западная Греция                             | административный округ |
| GR-C   | Западная Македония                          | административный округ |
| GR-F   | Ионические острова                          | административный округ |
| GR-D   | Эпир                                        | административный округ |
| GR-B   | Центральная Македония                       | административный округ |
| GR-M   | Крит                                        | административный округ |
| GR-L   | Южные Эгейские острова                      | административный округ |
| GR-J   | Пелопоннес                                  | административный округ |
| GR-H   | Центральная Греция                          | административный округ |
| GR-E   | Фессалия                                    | административный округ |
| GR-A   | Восточная Македония и Фракия                | административный округ |
| GR-69  | Айон-Орос (особая административная единица) | автономный регион      |

## Геокоды пограничных Греции государств
- Албания — ISO 3166-2:AL (на севере),
- Болгария — ISO 3166-2:BG (на севере),
- Македония — ISO 3166-2:MK (на севере),
- Турция — ISO 3166-2:TR (на северо-востоке).